# Euphorbia caerulescens
Euphorbia caerulescens es una especie fanerógama perteneciente a la familia de las euforbiáceas. Es endémica del sur de Sudáfrica en la Provincia del Cabo.

## Descripción
Es una planta suculenta perennifolia, arbustiva y espinosa que alcanza un tamaño de 0.5 - 1.7 m de altura. A una altitud de 425 - 1300 metros.

## Taxonomía
Euphorbia caerulescens fue descrita por Adrian Hardy Haworth y publicado en Philosophical Magazine and Journal 68: 276. 1826.
Etimología
Euphorbia: nombre genérico que deriva del médico griego del rey Juba II de Mauritania (52 a 50 a. C. - 23), Euphorbus, en su honor – o en alusión a su gran vientre –  ya que usaba médicamente Euphorbia resinifera. En 1753 Carlos Linneo asignó el nombre a todo el género.
caerulescens: epíteto latino que significa "azulado".